# دبليو. جي. ر. سبراغ
دبليو. جي. ر. سبراغ (بالإنجليزية: W. G. R. Sprague)‏ هو مهندس معماري أسترالي، ولد في 1863، وتوفي في 4 ديسمبر 1933.